# Yarek Gasiorowski
Yarek Gasiorowski Hernandis (ur. 12 stycznia 2005 w Polinyà de Xúquer) – hiszpański piłkarz, występujący na pozycji obrońcy.

## Życie prywatne
Jego ojciec pochodzi z Polski, a matka z Hiszpanii.

## Sukcesy

### Reprezentacja
- Mistrz Europy U-19: 2024[4]